# František Abaffy
František Abaffy (moderní slovenštinou Abafi, 1730 nebo 1732 v Horné Lehotě – 15. března 1817 tamtéž?) byl slovenský jakobín, župan oravské stolice.

## Život
Studium práva, filosofie a dějin umění absolvoval na univerzitě v Pešti. Mluvil plynně několika evropskými jazyky.
V letech 1766 až 1792 byl županem Oravské župy a v letech 1790–1791 poslancem na zemském sněmu. V letech 1772–1789 cestoval po celé Evropě, kde získal hluboké sociální cítění a velké sympatie k osvícenství. Zřejmě měl zásluhu i na vzpouře oravských sedláků (1771–1774) proti urbáři Marie Terezie. Zapojil se do hnutí uherských jakobínů, známého také jako Martinovičová spiknutí. Pro účast na něm byl na Abafiho v roce 1794 vydán zatykač. V srpnu 1794 ho zatkli, ale byl propuštěn již po 9 měsících. Po propuštění uprchl přes Švýcarsko do Francie a USA. Po návratu z ciziny v roce 1802 byl opět uvězněn, ale po krátkém čase ho na základě amnestie propustili; omilostnění získal až krátce před smrtí. V roce 1791 vydal latinský spis Observationes (Pozorování), namířený proti církevní hierarchii a hlásající víru v rozum a návrat k prostému životu.